# Nicola Alberani
Nicola Alberani (Forlì, 27 gennaio 1975) è un dirigente sportivo italiano.

## Carriera
Laureato in economia e commercio e in possesso di un master in Hotel, Management and Ecolè Hotelier conseguito a Losanna, ha iniziato la carriera da dirigente nel 1996, quando, pur giovanissimo, si distingue come responsabile scouting della Libertas Forlì. Nel 1998 diventa direttore sportivo del club romagnolo, che al termine della stagione sparisce dopo la cessione del titolo sportivo alla Dinamo Sassari. Ritorna nel mondo della pallacanestro come dirigente dieci anni dopo, rientrando nella Fulgor Libertas Forlì, con cui resta per tre stagioni. Nel 2012 passa alla Virtus Roma come general manager, dove rimane fino al 2015, quando si trasferisce alla Scandone Avellino per rivestire il ruolo di direttore sportivo. Al termine della prima stagione con i campani vince il premio di miglior dirigente del campionato. Resta con gli irpini fino al 2019, quando la società rinuncia all'iscrizione alla Serie A; il 2 aprile 2020 diventa il direttore sportivo dello Strasburgo.